# La Pallu
La Pallu är en kommun i departementet Mayenne i regionen Pays de la Loire i nordvästra Frankrike. Kommunen ligger i kantonen Couptrain som tillhör arrondissementet Mayenne. År 2022 hade La Pallu 177 invånare.

## Befolkningsutveckling
Antalet invånare i kommunen La Pallu
| Referens: INSEE |